# Santo Domingo, Hidalgo
Santo Domingo är en ort i Mexiko.   Den ligger i kommunen Huautla och delstaten Hidalgo, i den sydöstra delen av landet, 210 km nordost om huvudstaden Mexico City. Santo Domingo ligger 369 meter över havet och antalet invånare är 309.
Terrängen runt Santo Domingo är kuperad söderut, men norrut är den platt. Santo Domingo ligger uppe på en höjd. Runt Santo Domingo är det ganska tätbefolkat, med 65 invånare per kvadratkilometer. Närmaste större samhälle är Huejutla de Reyes, 18,9 km väster om Santo Domingo. Omgivningarna runt Santo Domingo är en mosaik av jordbruksmark och naturlig växtlighet.